# Binn
Binn je obec v okrese Goms v německy mluvící části kantonu Valais ve Švýcarsku. Žije zde 142 obyvatel.

## Geografie
Obec leží v údolí Binntal, bočním údolí Rhôny, kterým protéká řeka Binna, a proto se mu také říká Binnatal. Dnes se skládá z obydlených vesnic Schmidighischere, Wileren, Giesse, Fäld a Ze Binne. Obecní správa sídlí ve vesnici Schmidighischere, která má nejvíce obyvatel.
Na katastru Binnu se nachází poutní kaple Heiligkreuz, stejnojmenná oblast naopak zasahuje i do sousední obce Grengiols.

## Historie
Binn je poprvé zmíněn v listině z roku 1246 jako Buyn; další podoba jména, Bondolum, se objevuje v roce 1379. Až do 17. století se obě varianty používaly současné, například Bin v roce 1589, Bindoli v roce 1609, Bundulo v roce 1654 a Bin v roce 1667, což spolu s pozdním nástupem tradice v každém případě znemožňuje bezpečný výklad až do současnosti. Na území dnešní obce byly v době laténské nalezeny hroby a roztroušené nálezy.
Na území dnešní obce byly nalezeny hroby a roztroušené nálezy z doby laténské, keltské, galořímské a římské, což svědčí o významu průsmyku Albrunpass jako místa přechodu z Valais do severní Itálie.
Ve středověku tvořil Binn čtvrť dolního okrsku Goms (spolu s Ernenem), ale zároveň byl až do roku 1798 samostatným hrabstvím. Jurisdikce náležela biskupovi ze Sionu, který byl nejprve zastoupen mistrem, od 15. století pak meierem voleným lidem a jmenovaným biskupem. V roce 1297 je zmiňována jako communitas, od roku 1429 má vlastní farní statut. Od roku 1296/1298 je Binn samostatnou farností.
Po rozšíření silnice v letech 1863/1864 a otevření hotelu Ofenhorn v roce 1883 přišli do údolí první turisté a mineralogové. Prodej minerálů byl výnosnou vedlejší činností až do první světové války. Novodobá těžba železné rudy byla naopak opuštěna již v 18. století.
V roce 1938 byla otevřena celoročně sjízdná silnice a v roce 1965 byl v Twingi vybudován silniční tunel. V roce 1964 bylo údolí prohlášeno za přírodní a památkovou rezervaci (krajinný park Binntal).

## Obyvatelstvo
| Rok            | 1850 | 1900 | 1920 | 1950 | 1990 | 2016 |
| Počet obyvatel | 195  | 233  | 184  | 193  | 163  | 144  |

## Hospodářství

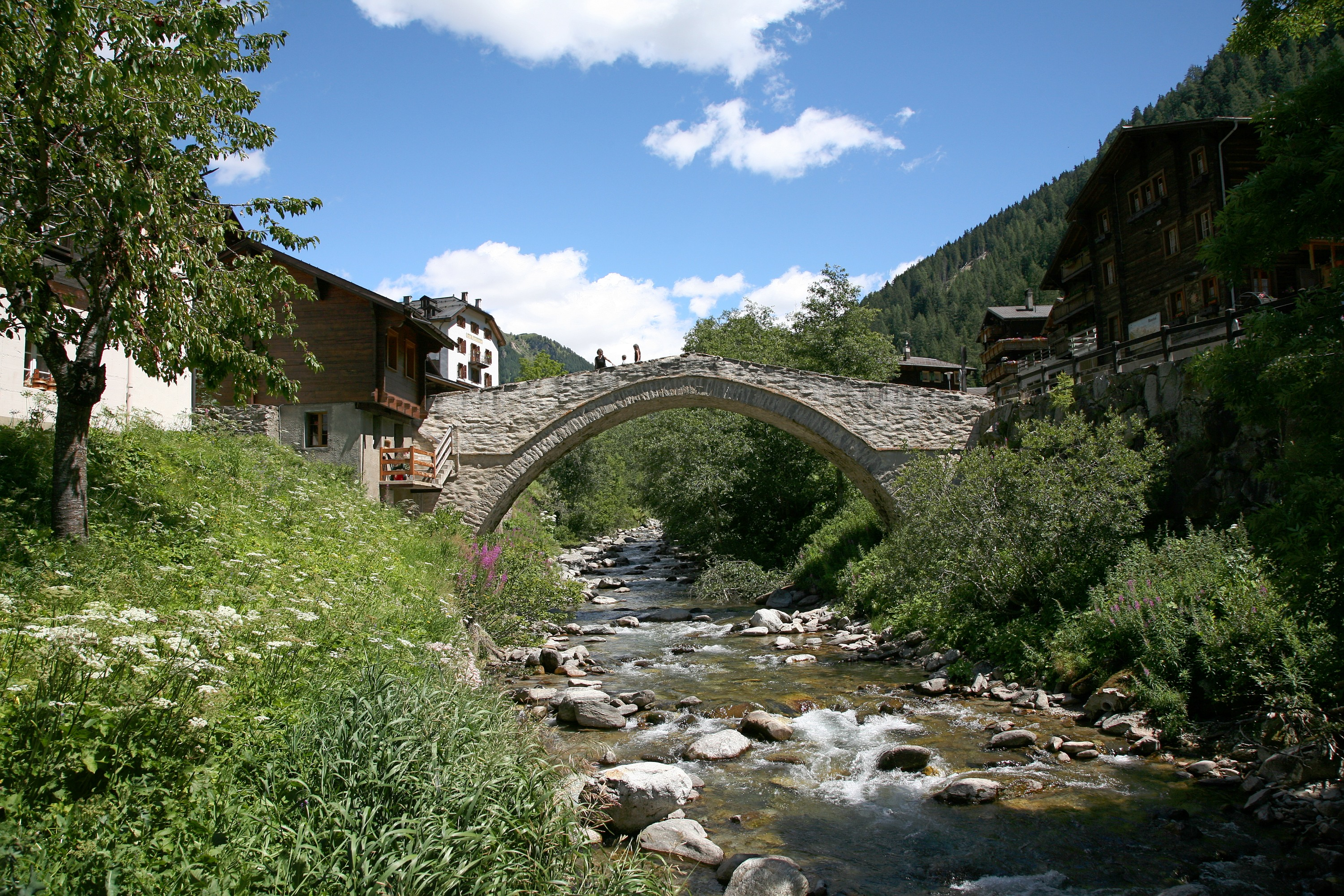
Kamenný most přes řeku Binnu

Hospodářství dominuje cestovní ruch a zemědělství. Obec je součástí regionálního přírodního parku Binntal. Binn je známý svými nerostnými surovinami; 19 nerostů se nachází pouze v Binntalu. Do hor se pořádají exkurze s průvodcem za minerály.

## Doprava
Do Binnu vede jediná silnice, začínající v obci Fiesch v hlavním údolí řeky Rhôny. Veřejnou dopravu zajišťují poštovní autobusy.